# Lijst van geëxecuteerden in Wyoming
In de Amerikaanse deelstaat Wyoming zijn sinds 1871 zesentwintig mensen geëxecuteerd.
| Naam                    | Datum             | Methode van executie | Veroordeeld voor      |
| ----------------------- | ----------------- | -------------------- | --------------------- |
| John Boyer              | 21 april 1871     | Ophanging            | Moord                 |
| William Tousant Kensler | 19 november 1884  | Ophanging            | Moord                 |
| Leroy Donovan           | 18 januari 1884   | Ophanging            | Moord en diefstal     |
| George Cooke            | 12 december 1884  | Ophanging            | Moord                 |
| John Owens              | 5 maart 1886      | Ophanging            | Moord en diefstal     |
| Benjamin Carter         | 26 januari 1888   | Ophanging            | Moord                 |
| George Black            | 26 februari 1890  | Ophanging            | Moord                 |
| Charles Miller          | 22 april 1892     | Ophanging            | Moord en diefstal     |
| Frank Howard            | 7 december 1894   | Ophanging            | Moord                 |
| James Keffer            | 24 september 1902 | Ophanging            | Moord en diefstal     |
| Thomas Horn             | 20 november 1903  | Ophanging            | Moord                 |
| Joseph Seng             | 24 mei 1912       | Ophanging            | Moord                 |
| Warren Jenkins          | 14 november 1913  | Ophanging            | Moord                 |
| Willard Flanders        | 16 juni 1916      | Ophanging            | Moord                 |
| Wilmer Palmer           | 11 augustus 1916  | Ophanging            | Moord                 |
| Oscar White             | 20 januari 1916   | Ophanging            | Moord                 |
| Yee Geow                | 11 maart 1921     | Ophanging            | Moord                 |
| George Brownfield       | 10 maart 1930     | Ophanging            | Moord                 |
| Charles Aragon          | 14 mei 1930       | Ophanging            | Moord                 |
| Talton Taylor           | 11 mei 1933       | Ophanging            | Moord                 |
| Perry Carroll           | 13 augustus 1937  | Gaskamer             | Moord                 |
| Stanley Lantzer         | 19 april 1940     | Gaskamer             | Moord                 |
| Cleveland Brown         | 17 november 1944  | Gaskamer             | Moord en verkrachting |
| Henry Ruhl              | 27 april 1945     | Gaskamer             | Moord                 |
| Andrew Pixley           | 10 december 1965  | Gaskamer             | Moord                 |
| Mark Hopkinson          | 22 januari 1992   | Dodelijke injectie   | Viervoudige moord     |